# Georges Lentz

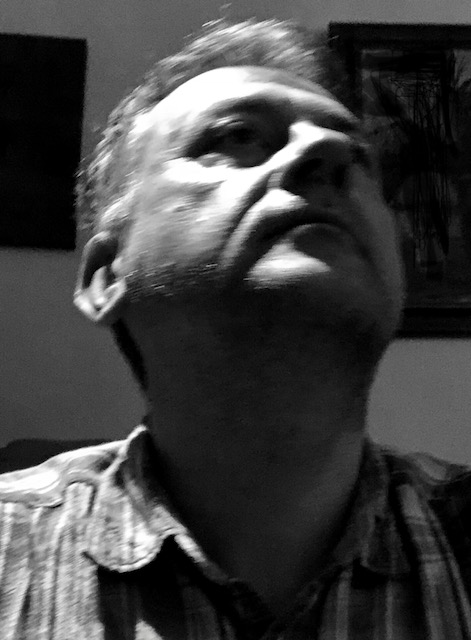
Georges Lentz in 2017

Georges Lentz (Luxemburg, 22 oktober 1965) is een Luxemburgs componist die sinds 1990 in Australië woont.

## Leven en werk
Lentz studeerde muziek aan de Conservatoire national supérieur de musique in Parijs (1982-1986) en aan de Musikhochschule in Hannover (1986-1990). Hij woont sinds 1990 in Australië en leidt daar een enigszins teruggetrokken bestaan. Sinds 1989 schrijft hij aan het monumentale werk "Caeli enarrant...", een grote cyclus van composities waarin elke compositie als een hoofdstuk van de grotere cyclus is, dat wordt gevormd door het geheel. De bedoeling van "Caeli enarrant..." is enerzijds de afspiegeling van de fascinatie van de componist met astronomie, anderzijds zijn geestelijke gedachten en twijfels. Een van de belangrijkste onderwerpen in zijn muziek is het probleem van existentiële eenzaamheid.
Zijn composities ontvangen meer en meer internationale erkenning, en zijn orkestrale werken werden al gespeeld door enkele belangrijke orkesten (waaronder Nederlands Radio Filharmonisch Orkest, Deutsches Symphonieorchester Berlin, Guerzenich-Orchester Koeln, Halle Orchestra Manchester, BBC National Orchestra of Wales, Tokyo Metropolitan Symphony, New Japan Philharmonic en Sydney Symphony). Zijn meest recente compositie is 'Monh', een concert voor altviool, orkest en elektronica, geschreven voor de bekende Duitse soliste Tabea Zimmermann en herhaaldelijk door haar gespeeld sinds 2005.
Georges Lentz wordt beschouwd als een zeer zelfkritische mens en hij daarom schrijft zelden nieuwe composities of opdrachtwerken. Om inspiratie te vinden voor zijn composities, zou hij zich terugtrekken in een klooster of in de Australische woestijn. Hij geeft geen gesprekken.
Al zijn werken zijn gepubliceerd door Universal Edition in Wenen.

## Werken

### "Caeli enarrant..."(1989 tot nu toe)
| Deel          | Ondertitel        | Jaar      | Instrumentatie                                  |
| ------------- | ----------------- | --------- | ----------------------------------------------- |
| I             |                   | 1989-1998 | orkest                                          |
| III           |                   | 1990-2000 | 12 strijkers, 3 percussionisten, 1 kind discant |
| IV            |                   | 1991-2000 | strijkkwartet, 4 klankbekkens                   |
| V             |                   | 1989-1992 | prepareerde piano                               |
| VII Mysterium | Birrung           | 1997–2004 | 11 strings                                      |
| VII Mysterium | Ngangkar          | 1998–2000 | orchestra                                       |
| VII Mysterium | Nguurraa          | 2000–2001 | clarinet, violin, cello, percussion and piano   |
| VII Mysterium | Guyuhmgan         | 2000–2007 | orchestra and electronics                       |
| VII Mysterium | Alkere            | 2002–2004 | prepared piano                                  |
| VII Mysterium | Monh              | 2001–2005 | solo viola, orchestra and electronics           |
| VII Mysterium | Ingwe             | 2003–2009 | electric guitar                                 |
| VII Mysterium | String Quartet(s) | 2000-     |                                                 |